# (176710) Banff
(176710) Banff est un astéroïde de la ceinture principale.

## Description
(176710) Banff est un astéroïde de la ceinture principale. Il fut découvert le 17 août 2002 à Haleakala par Andrew Lowe. Il présente une orbite caractérisée par un demi-grand axe de 2,37 UA, une excentricité de 0,08 et une inclinaison de 4,4° par rapport à l'écliptique.

## Compléments